# آرانزازو (کالداس)
آرانزازو (انگلیسی: Aranzazu, Caldas) نام شهری در کشور کلمبیا است.